# Kitty Carlisle

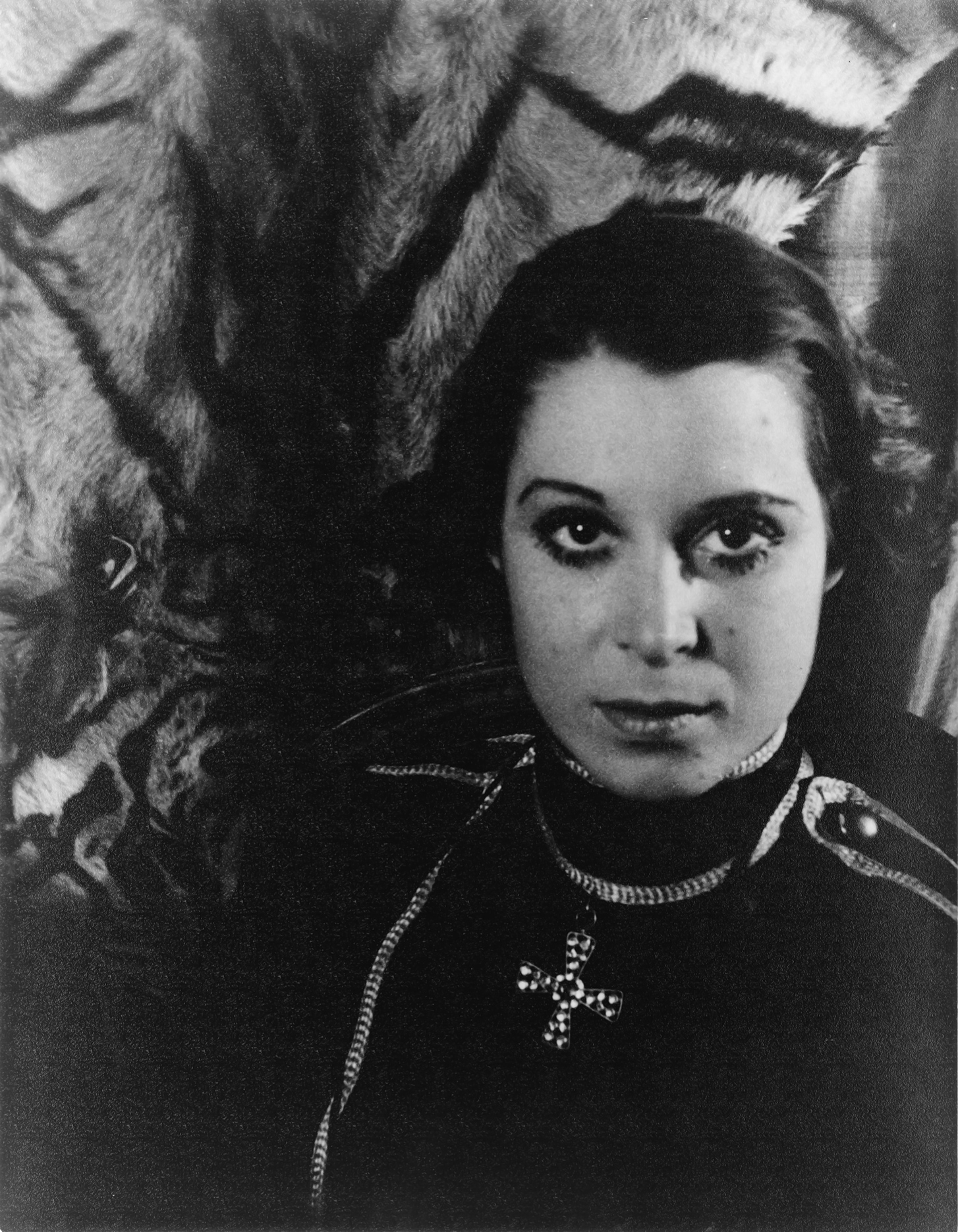
Carl van Vechten: Kitty Carlisle, 1933

Kitty Carlisle (eigentlich Catherine Conn; * 3. September 1910 in New Orleans, Louisiana; † 17. April 2007 in New York City) war eine US-amerikanische Sängerin sowie Bühnen- und Filmschauspielerin.

## Leben
Kitty Carlisle wurde als Catherine Conn als Tochter deutschstämmiger Juden in New Orleans geboren. Ihr Vater, Joseph Conn, war Arzt und ihre Mutter, Hortense Holtzman, gab Privatunterricht in Gesang. Ihr Großvater war der erste jüdische Bürgermeister von Shreveport. Ab dem Jahr 1921 ging Carlisle auf das Internat Château Mont-Choisi in Lausanne, dann an die Sorbonne in Paris und darauf an die London School of Economics and Political Science in London. Nach einem Studium an der renommierten Royal Academy of Dramatic Art in London ging sie 1932 zurück in die Vereinigten Staaten.
In New York spielte sie am Broadway mehrere Operetten und musikalische Komödien, unter ihrem damaligen Künstlernamen Kitty Vere de Vere. Zu den Glanzlichtern in Kitty Carlisles Karriere gehörte 1935 die weibliche Hauptrolle im Marx-Brothers-Film A Night At The Opera. Ihre Filmkarriere begann sie ein Jahr zuvor mit Murder at the Vanities (1934). Später spielte sie an der Seite von Bing Crosby in She Loves Me Not (1934) und Here Is My Heart (1934). Im Jahr 1944 hatte sie einen weiteren Auftritt in dem Musikfilm Hollywood Canteen, doch insgesamt blieb sie für den Großteil ihrer Karriere der Bühne und nicht dem Film verbunden. Nach zahlreichen Opern- und Broadway-Auftritten über drei Jahrzehnte stand sie 1987 in Woody Allens Radio Days erneut vor der Filmkamera. Zusammen mit Will Smith und Donald Sutherland spielte sie 1993 im Drama Das Leben – Ein Sechserpack mit.
In den USA wurde Carlisle insbesondere durch ihre Mitwirkung an der langlebigen Fernseh-Ratesendung To Tell the Truth (US-Originalverson von Sag die Wahrheit) populär, in der sie von 1956 bis 1978 festes Mitglied des Rateteams war und auch später noch mehrfach auftrat. Gemeinsam mit anderen Prominenten musste sie dabei erraten, ob Gäste der Sendung die Wahrheit sagen oder nicht. Mehr als 20 Jahre setzte sich Carlisle als Vorsitzende des Kunstausschusses des Staates New York für die darstellenden Künste ein, bevor sie 2007 im Alter von 96 Jahren an den Folgen einer Lungenentzündung in New York starb.

## Familie
Am 10. August 1946 heiratete Kitty Carlisle in New York den Drehbuchautor Moss Hart (1904–1961), nachdem sie zuvor Heiratsanträge des Komponisten George Gershwin und des Autors Norman Krasna abgelehnt hatte. Aus der gemeinsamen Ehe gingen zwei Kinder hervor. Ihr Mann starb am 20. Dezember 1961 an einem Herzinfarkt in Palm Springs und wurde in Hartsdale, New York, bestattet.

## Auszeichnungen

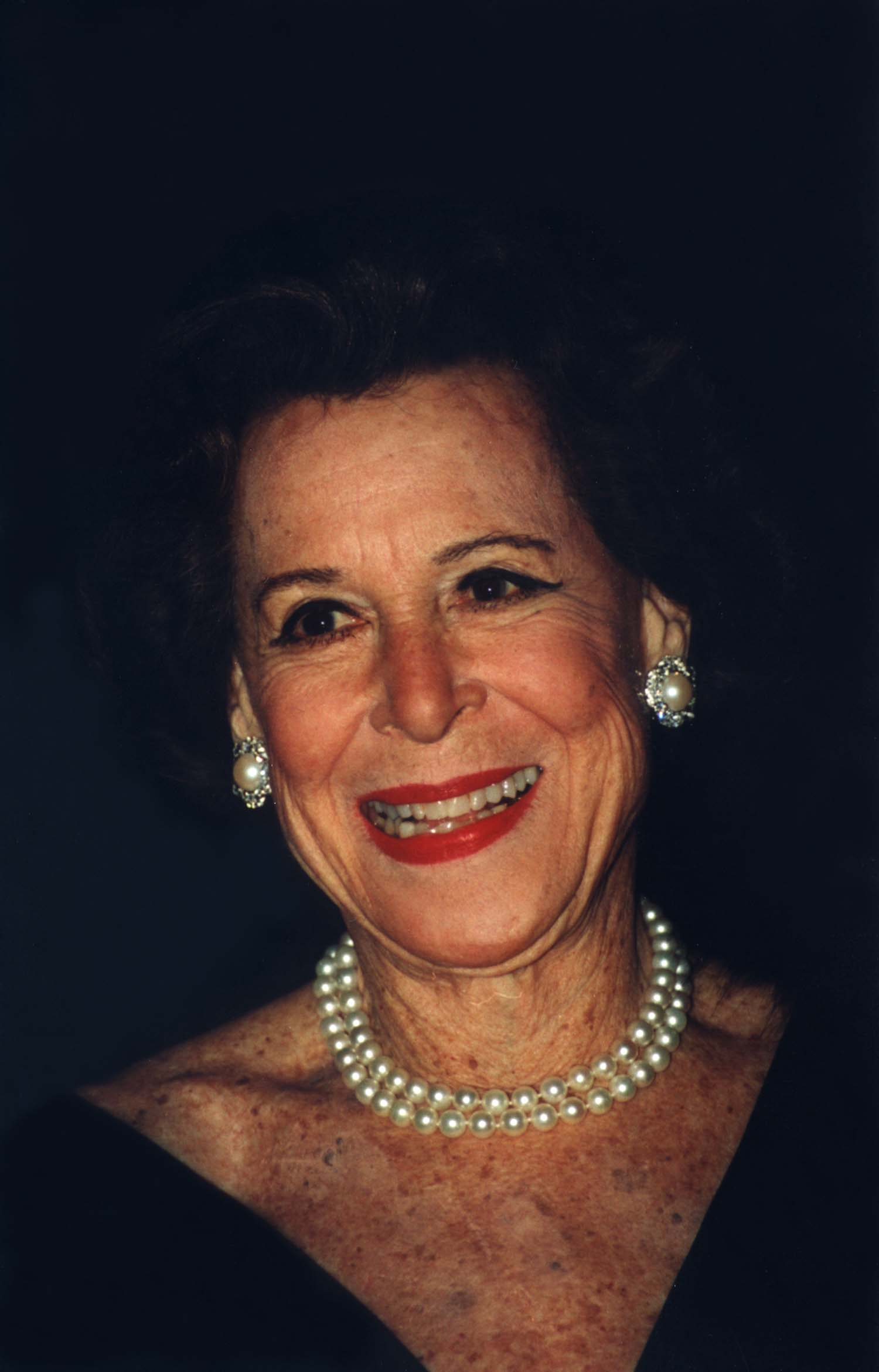
Kitty Carlisle (2000)

Im Jahr 1991 wurde Kitty Carlisle im Weißen Haus in Washington für ihre Leistungen im Bereich kultureller Aktivitäten mit der National Medal of Arts (Nationale Medaille der Künste) geehrt. Die Auszeichnung wurde von Präsident George H. W. Bush persönlich im Oval Office vorgenommen. 1997 wählte man sie in die American Academy of Arts and Sciences.
Kitty Carlisle erhielt einen Stern auf dem Hollywood Walk of Fame. Sie fand ebenfalls Aufnahme in die American Theater Hall of Fame.

## Filmografie (Auswahl)
- 1934: Das Phantom der Revue (Murder at the Vanities)
- 1934: She Loves Me Not
- 1934: Here Is My Heart
- 1935: Skandal in der Oper (A Night at the Opera)
- 1943: Larceny with Music
- 1944: Hollywood Canteen
- 1987: Radio Days
- 1990: Tod eines Polizisten (Kojak: Flowers for Matty; Fernsehfilm)
- 1993: Das Leben – Ein Sechserpack (Six Degrees of Separation)
- 2002: Catch Me If You Can (Cameo-Auftritt als sie selbst)